# Закуми

Закуми

Заку́ми (англ. Zakumi; 16 июня 1994) — официальный талисман Чемпионата мира по футболу 2010 в ЮАР. Представляет собой энергичного спортивного леопарда с зелёными волосами и мячом в руках.

## Биография
Согласно официальной легенде, Закуми родился 16 июня 1994 года, в день победы над апартеидом и установления южноафриканской демократии. Также в этот день празднуется день молодежи в ЮАР. Имя составлено из буквенного кода ЮАР (ZA) и слова «куми», что означает число 10 во многих южноафриканских языках.
Зелёный и жёлтый, преобладающие цвета талисмана, символизируют цвета формы сборной ЮАР.

## Интересные факты
- 16 июня 2010 Закуми исполнилось 16 лет; в этот же день состоялся матч между Испанией и Швейцарией, который стал шестнадцатым по счёту на турнире[2].
- Оригинальный образ леопарда придумал житель Кейптауна Андрис Одендал[3].
- Согласно комиксу от FIFA, Закуми нарочно красил волосы в зелёный цвет, чтобы лучше сливаться с зелёной травой футбольного поля.[источник не указан 3608 дней]

## Также
Закуми имеет анимационный сериал  и проморолик на ютубе
- Талисманы чемпионатов мира по футболу
- Чемпионат мира по футболу 2010